# Бихмор
Бихмор (англ. Beaghmore) — мегалитический комплекс раннего бронзового века, расположенный в графстве Тирон, Северная Ирландия; также таунленд, на территории которого расположены сооружения. Мегалиты входят в число исторических памятников, охраняемых государством; координаты сооружения согласно ирландской координационной сетке — H684 842 (координаты отдельных сооружений: тур — H6872 8470, тур — H6856 8472, каменный круг со стоящими камнями — H6830 8401, тур и его местность — H6863 8431).
Комплекс был открыт в начале 1940-х гг. во время нарезки торфа и частично раскопан в 1945—1949 гг., когда он был взят под государственную охрану. Ещё одни раскопки прошли в 1965 году. Вполне возможно, что в полном объёме комплекс до сих пор не изучен.
Раскопки показали, что некоторые из камней были установлены в ответ на ухудшение плодородия почв. После раскопок оказалось необходимым возвести систему дренажных каналов, чтобы уменьшить вероятность заболочивания территории сооружения.
В некоторых — однако, не во всех — турах, были найдены захороненные кости; само сооружение могло быть использовано для астрономических целей, однако с этой точки зрения камни расставлены несколько неаккуратно.